# Гхош, Аниндита
Аниндита Гхош (англ. Anindita Ghose) — индийская журналистка, редактор и писательница из Мумбаи. Её дебютный роман «The Illuminated» был опубликован в 2021 году в Индии и в 2023 году за рубежом. 

## Биография
Гхош получила степень магистра лингвистики в Университете Мумбаи, а также степень магистра журналистики в области искусства и культуры в Высшей школе журналистики Колумбийского университета. Свою карьеру она начала в качестве журналистки в газете The Times of India. Позже она присоединилась к редакционному составу Mint, а затем Vogue India, где она освещала истории об искусстве, книгах, культуре и жизни, прежде чем стала редактором субботнего журнала Mint Lounge. Она живёт на острове Мадх, в рыбацкой деревне на побережье Мумбаи.
Её дебютный роман «The Illuminated» был впервые опубликован на Индийском субконтиненте издательством 4th Estate HarperCollins, а на международном уровне — издательством Head of Zeus (Bloomsbury) в 2023 году. Автор «Назови меня своим именем» Андре Асиман описал его как «экстраординарный», а Пиони Хирвани из The Independent назвала Гхош одним из девяти лучших начинающих писателей Индии.
Её журналистские работы публиковались в таких изданиях, как The Guardian, The Caravan, The Hindu, Vogue и Kinfolk, а также в других изданиях.